# CIE XYZ
Pour les articles homonymes, voir XYZ.
CIE XYZ est un système de coordonnées pour l'espace colorimétrique que la Commission internationale de l'éclairage (CIE) a défini  en 1931. Il dérive des coordonnées r, g, b établies en même temps à partir des couleurs qui avaient servi aux expérimentations.
Comme la colorimétrie postule que les relations entre les grandeurs physiques et la perception sont linéaires, les trois grandeurs qu'elle associe à une couleur constituent un espace vectoriel. Rien ne s'oppose à des changements d'axes. Les coordonnées XYZ permettent d'éliminer les valeurs négatives, ce qui simplifie les calculs qui concernent la chromaticité. La Commission a choisi pour la composante Y la fonction d'efficacité lumineuse spectrale, déjà existante, qui détermine la luminance d'un rayonnement.
Le système de coordonnées XYZ s'est imposé pour sa commodité. L'espace de 1931 se basait sur l'observation de taches de couleur de 2° de taille angulaire. En 1964, de nouvelles fonctions colorimétriques, fondées sur un stimulus de 10°, servent pour les couleurs occupant un angle supérieur à 4°. Il s'agit d'un autre espace de couleur, mais ses coordonnées sont construites sur les mêmes principes. Pour les distinguer des précédentes, on les note X10Y10Z10.
En 1976, la CIE a normalisé un nouveau changement d'axes, CIE U'V'W', donnant une meilleure représentation des écarts de couleur. Des descriptions non linéaires du même espace, CIE L*a*b* pour la caractérisation des surfaces et CIE L*u*v* pour la caractérisation des sources lumineuses des écrans, répondent à la même préoccupation.

## Définition des coordonnées CIE XYZ

### Espace vectoriel des couleurs
Du fait de la trivariance visuelle, le repérage d'une couleur peut se faire par un jeu de trois nombres. La colorimétrie postule la linéarité des déterminants physiques de la sensation de couleur. Cette approximation — on corrige ensuite les écarts que l'on constate avec la vision des couleurs — place l'ensemble des points représentatifs de couleurs dans un espace vectoriel à trois dimensions.
Les expériences colorimétriques consistent à demander à un certain nombre de personnes d'ajuster les proportions de trois couleurs primaires d'expérimentation de façon à obtenir une tache de couleur identique à celle qu'on veut évaluer. On pose que les relations sont additives, et que les valeurs relevées pour les primaires C1, C2 et C3, appelées composantes trichromatiques, constituent un vecteur {C} dans un espace muni d'un système de coordonnées que définissent les vecteurs unitaires {P1}, {P2} et {P3}, représentant les primaires seules à pleine intensité. On peut écrire
{\displaystyle \{C\}=C_{1}\cdot \{P_{1}\}+C_{2}\cdot \{P_{2}\}+C_{3}\cdot \{P_{3}\}.}
L'équation signifie que la couleur {C} ne se distingue pas d'un mélange des trois couleurs primaires {P1}, {P2} et {P3}.
Parmi toutes les couleurs possibles, on s'intéresse en particulier à celles qui correspondent à un rayonnement à peu près monochromatique : les couleurs qui résultent de la décomposition de la lumière blanche par un prisme ou un réseau, qui ont eu tellement d'importance dans l'étude de la lumière. On se rend compte qu'on ne parvient à l'égalisation avec les couleurs primaires qu'en leur ajoutant un peu d'au moins une primaire. Puisqu'on a supposé la linéarité, on peut retrancher ces grandeurs de part et d'autre :
{\displaystyle {\begin{aligned}\{C\}&+C_{1}\cdot \{P_{1}\}=C_{2}\cdot \{P_{2}\}+C_{3}\cdot \{P_{3}\}\Leftrightarrow \\\{C\}&=-C_{1}\cdot \{P_{1}\}+C_{2}\cdot \{P_{2}\}+C_{3}\cdot \{P_{3}\}.\end{aligned}}}
On obtient des valeurs négatives dans le jeu de valeurs colorimétriques. Il en va de même pour beaucoup de couleurs.

### Fonctions colorimétriques
Les expériences d'égalisation ont permis d'associer à des échantillons régulièrement espacés des couleurs spectrales, qu'on supposera parfaitement monochromatiques, un triplet de valeurs correspondant aux primaires, dont une est négative, sauf si la couleur est justement une des primaires. L'axiome de linéarité permet maintenant d'appliquer les « fonctions colorimétriques » correspondant à chaque primaire à un spectre lumineux quelconque, c'est-à-dire à un tableau de la valeur de la luminance énergétique sur chaque étroite bande de longueurs d'onde, afin d'en tirer des coordonnées trichromatiques :
{\displaystyle \{C\}=\int _{0}^{\infty }f(\lambda )c_{1}(\lambda )\,\mathrm {d} \lambda \cdot \{P_{1}\}+\int _{0}^{\infty }f(\lambda )c_{2}(\lambda )\,\mathrm {d} \lambda \cdot \{P_{2}\}+\int _{0}^{\infty }f(\lambda )c_{3}(\lambda )\,\mathrm {d} \lambda \cdot \{P_{3}\}.}
et par identification avec la première équation, on déduit les composantes C1, C2 et C3 :
{\displaystyle {\begin{cases}\displaystyle C_{1}=\int _{0}^{\infty }f(\lambda )c_{1}(\lambda )\,\mathrm {d} \lambda \\\displaystyle C_{2}=\int _{0}^{\infty }f(\lambda )c_{2}(\lambda )\,\mathrm {d} \lambda \\\displaystyle C_{3}=\int _{0}^{\infty }f(\lambda )c_{3}(\lambda )\,\mathrm {d} \lambda .\end{cases}}}
On voit ainsi qu'une fois définies les composantes trichromatiques spectrales c1(λ), c2(λ) et c3(λ), tout stimulus coloré présentant un spectre f(λ) peut être représenté par un point de coordonnées C1, C2 et C3.
Les équipes qui ont effectué les expérimentations psychophysiques avaient produit leurs résultats avec une certaine dispersion, due aux différences de méthodes et à la variation des réponses des personnes qui égalisateurs de couleurs. L'objectif de la colorimétrie — permettre une comparaison des couleurs fondées sur des mesures objectives — ne pouvait se réaliser qu'avec une convention sur l'« observateur de référence », un être fictif correspondant suffisamment bien aux résultats expérimentaux. La Commission internationale de l'éclairage a produit les fonctions correspondant aux primaires RGB en 1931, mais la pratique avait déjà montré les inconvénients de ce système directement issu de la procédure expérimentale.

### Inconvénient des valeurs négatives
L'espace de couleurs que définit la colorimétrie a trois dimensions, mais il est beaucoup plus facile de communiquer dans les deux dimensions d'une feuille de papier. La coloration, au sens où on dit d'une surface grise qu'elle est « décolorée », se différencie pratiquement de la luminosité. Pour  « représenter utilement les couleurs » sur un document plat, on peut éliminer la luminosité pour ne représenter que ce qu'on a appelé la « chromaticité ». Les deux dimensions du diagramme de chromaticité sont le quotient de deux des composantes trichromatiques par la somme des trois.
Les valeurs négatives de certaines des composantes dans les coordonnées RGB entraînent l'existence de couleurs pour lesquelles la somme des composantes est nulle, empêchant de calculer la chromaticité. Cette discontinuité vient uniquement du procédé ; elle affecte d'autres couleurs lorsqu'on change les primaires. Les valeurs négatives entraînent aussi l'impossibilité de calculer un logarithme, alors qu'on le fait pour la luminance pour évaluer le gamma d'une photographie, et que selon la loi de Weber-Fechner, c'est par un logarithme qu'on passe de la grandeur physique à la perception humaine. Elles n'ont pas non plus de racine carrée, un moyen simple d'établir une relation non linéaire qui servait à faire correspondre les résultats de la colorimétrie au nuancier de Munsell.
On se débarrasse des valeurs négatives en repérant l'espace des couleurs non pas sur les primaires d'expérimentation, mais sur des axes arbitraires qui se situent en dehors de la portion de l'espace qu'occupent les couleurs réellement existantes.
C'est ce qu'ont adopté les délégués de la huitième conférence de la CIE, choisissant ces axes pour qu'ils aient le plus de commodité possible.

### Fonctions colorimétriquesx(λ),y(λ) etz(λ)

Fonctions colorimétriques de l'observateur CIE 2° de référence '̅'̅x̅'̅'̅(λ), '̅'̅y̅'̅'̅(λ) et '̅'̅z̅'̅'̅(λ).

La CIE a défini en 1931 les fonctions colorimétriques de l'observateur CIE 2° de référence ou fonctions colorimétriques de l'observateur CIE 1931 de référence. Elles représentent la réponse chromatique d'un observateur normalisé.
Les fonctions CIE RGB, directement produites à partir de l'expérimentation, définissent l'espace de couleur CIE 1931. En changeant d'axes, on pouvait en choisir qui facilitent les calculs :
- Les nouvelles fonctions devaient être partout supérieures ou égales à zéro.
- La fonction y(λ) devait être la fonction d'efficacité lumineuse spectrale— qui indique la sensation d'intensité lumineuse perçue selon la longueur d'onde — CIE 1924 V(λ) pour l'observateur photopique CIE 1931 de référence. En conséquence, les vecteurs unitaires correspondant aux deux autres fonctions doivent  être dans un plan d'égale luminance. Leurs valeurs nulles correspondent aux points où elles touchent le volume des couleurs existantes[3].
- Pour la distribution équi-énergétique {E} (densité spectrale de puissance plate)[c], les trois composantes X, Y et Z devaient être égales.

Les distributions trichromatiques spectrales sont désignées par x(λ), y(λ) et z(λ). Les valeurs normalisées sont tabulées par pas de 5 nm entre 380 nm et 780 nm,,, pour la plupart des applications. Si la précision n'est pas suffisante, il est recommandé d'utiliser les valeurs tabulées entre 360 nm et 830 nm par pas de 1 nm,.
Les fonctions colorimétriques x(λ), y(λ) et z(λ) permettent de calculer les paramètres X, Y, Z de la couleur correspondant à un rayonnement dont la distribution f(λ) exprime la  luminance énergétique absolue ou relative en fonction de la longueur d'onde :
{\displaystyle {\begin{cases}\displaystyle X=k\int _{0}^{\infty }f(\lambda ){\overline {x}}(\lambda )\,\mathrm {d} \lambda \\\displaystyle Y=k\int _{0}^{\infty }f(\lambda ){\overline {y}}(\lambda )\,\mathrm {d} \lambda \\\displaystyle Z=k\int _{0}^{\infty }f(\lambda ){\overline {z}}(\lambda )\,\mathrm {d} \lambda ,\end{cases}}}
où k est une constante de normalisation ; 
Deux lumières qui possèdent les mêmes composantes trichromatiques, malgré des densités spectrales différentes, sont perçues de façon identique : elles sont dites métamères.
Pour caractériser une source de lumière, on utilise souvent des composantes trichromatiques absolues, en prenant
- f(λ) = SPD(λ) la densité spectrale absolue de la grandeur radiométrique de la source primaire ;
- k = Km = 683.002,  l'efficacité lumineuse spectrale photopique maximale, atteinte pour une lumière monochromatique de fréquence 540 THz, ce qui correspond à une longueur d'onde de 555 nm dans l'air.

Avec cette convention, la fonction colorimétrique y(λ) étant égale à la fonction d'efficacité lumineuse spectrale relative photopique V(λ), Y est égale à la grandeur photométrique absolue associée à f(λ). Par exemple, f(λ) = Φe,λ(λ) la densité spectrale de flux énergétique donne Y = Φv le flux lumineux, et f(λ) = Le,λ(λ) la densité spectrale de luminance énergétique donne Y = Lv la luminance lumineuse. 
Pour caractériser une couleur obtenue en réflexion ou en transmission, on utilise des composantes trichromatiques relatives, en prenant
- f(λ) = Rλ(λ) SPDrel(λ), f(λ) = Tλ(λ) SPDrel(λ), f(λ) = RΩ,λ(λ) SPDrel(λ) ou f(λ) = TΩ,λ(λ) SPDrel(λ) où Rλ(λ) est la réflectance énergétique hémisphérique spectrale, Tλ(λ) est la transmittance énergétique hémisphérique spectrale, RΩ,λ(λ) est la réflectance énergétique directionnelle spectrale, TΩ,λ(λ) est la transmittance énergétique directionnelle spectrale et SPDrel(λ) est la densité spectrale relative de la grandeur radiométrique de la source primaire éclairant la source secondaire à évaluer ;
- k = 1/( ∫0∞ SPDrel(λ) y(λ) dλ) une constante choisie telle que Y = 1 pour les sources secondaires dont Rλ(λ), Tλ(λ), RΩ,λ(λ) ou TΩ,λ(λ) est égale 1 pour toutes les longueurs d'onde, c'est-à-dire pour les diffuseurs parfaits.

Avec cette convention, la fonction colorimétrique y(λ) étant égale à la fonction d'efficacité lumineuse spectrale relative photopique V(λ), Y est égale au facteur lumineux associé au facteur énergétique spectral de la source secondaire. Par exemple, f(λ) = Rλ(λ) SPDrel(λ) donne Y = R la réflectance lumineuse hémisphérique, et f(λ) = Tλ(λ) SPDrel(λ) donne Y = T la transmittance lumineuse hémisphérique. 

## Diagramme de chromaticité CIE (x,y)

Diagramme de chromaticité CIE (x, y). La coordonnée trichromatique x est en abscisse et y en ordonnée.

Il est plus aisé de représenter les couleurs dans un plan plutôt que dans l'espace. La relation x + y + z = 1 est l'équation d'un plan passant par les extrémités des vecteurs unitaires {X}, {Y} et {Z}. Un point C dans ce plan représente la chromaticité de la couleur {C} qu'expriment les grandeurs x et y, coordonnées rectangulaires du point.
Le lieu des rayonnements monochromatiques de longueur d'onde λ comprise entre 380 nm (violet) à 780 nm (rouge) est appelé lieu spectral ou spectrum locus. La droite des pourpres joint les extrémités bleu et rouge du spectre visible. C'est le lieu des rayonnements composés d'un mélange de rayonnements monochromatiques violet et rouge. Toutes les couleurs existantes ont leurs points associés à l'intérieur du domaine délimité par le lieu spectral et la droite des pourpres. Le reste du plan n'a d'existence que pour les mathématiques.
Le lieu spectral se définit à partir des fonctions colorimétriques par deux équations paramétriques sur la longueur d'onde λ:
{\displaystyle {\begin{cases}\displaystyle x={\frac {{\overline {x}}(\lambda )}{{\overline {x}}(\lambda )+{\overline {y}}(\lambda )+{\overline {z}}(\lambda )}}\\\displaystyle y={\frac {{\overline {y}}(\lambda )}{{\overline {x}}(\lambda )+{\overline {y}}(\lambda )+{\overline {z}}(\lambda )}}\\\end{cases}}}

## Passage de l'espace CIE XYZ à l'espace CIE RGB
Historiquement, l'espace CIE XYZ est déduit de l'espace CIE RGB, mais aujourd'hui ce sont les valeurs normalisées des fonctions colorimétriques x(λ), y(λ) et z(λ) qui définissent l'espace CIE XYZ. Actuellement, le passage vers l'espace CIE RGB est défini par la matrice M-1,, :
{\displaystyle {\begin{pmatrix}R\\G\\B\end{pmatrix}}=M^{-1}{\begin{pmatrix}X\\Y\\Z\end{pmatrix}}\approx {\begin{pmatrix}0{,}418\,456&-0{,}158\,657&-0{,}082\,833\\-0{,}091\,167&0{,}252\,426&0{,}015\,707\\0{,}000\,921&-0{,}002\,550&0{,}178\,595\end{pmatrix}}{\begin{pmatrix}X\\Y\\Z\end{pmatrix}},}
où
{\displaystyle M={\begin{pmatrix}2{,}768\,892&1{,}751\,748&1{,}130\,160\\1{,}000\,0&4{,}590\,7&0{,}060\,100\\0{,}000\,0&0{,}056\,508&5{,}594\,292\end{pmatrix}}=5.6508{\begin{pmatrix}0{,}490\,00&0{,}310\,00&0{,}200\,00\\0{,}176\,97&0{,}812\,40&0{,}010\,630\\0{,}000\,0&0{,}010\,000&0{,}990\,00\end{pmatrix}}.}
Cette transformation correspond à un changement de repère dans l'espace à trois dimensions CIE 1931, pour lequel la matrice M est une matrice de passage des coordonnées RGB aux coordonnées XYZ.